# Tomahawk (logiciel)
Pour les articles homonymes, voir Tomahawk.
Tomahawk est un logiciel multiplate-forme de gestion de bibliothèque musicale et de streaming multi-source. Il est libre et gratuit. Il a été développé par Christian Muehlhaeuser et d'autres programmeurs issus de services musicaux tels que Last.FM, LimeWire, Winamp, Amarok ou Aol Radio. Il est développé en C++ et utilise la bibliothèque Qt.

## Historique
Tomahawk est le successeur de Playdar, un projet démarré en 2009 par Richard Jones (cofondateur et directeur technique de Last.fm).
Bien que remarqué pour son idée fondatrice du multi-source, le projet a été rapidement abandonné pour renaître sous la forme de Tomahawk.
Le projet fortement imprégné de la philosophie open-source; en tentant de s'affranchir de l'exclusivité d'un service musical unique, ou en utilisant le format ouvert XSPF pour ses listes de lectures.

## Multi-source
Dans l'application, la bibliothèque musicale n'est pas définie par un ensemble de fichiers audio, mais par une série de références (métadonnées) à des morceaux.
Tomahawk utilise toutes les sources disponibles pour permettre l'écoute d'un titre, qu'elles soient internes (fichiers du disque dur, réseau local) ou externes (services de streaming tels que Spotify, Grooveshark, Soundcloud). Ces sources, appelées "resolvers" dans Tomahawk, sont toutes optionnelles.

## Social
L'écoute musicale sur internet évolue et Tomahawk se situe logiquement dans cette tendance, permettant d'interagir avec les réseaux. Cela permet entre autres de lister les amis qui utilisent également Tomahawk et de naviguer dans leurs bibliothèques musicales, après qu'ils ont accepté une connexion de la part de l'usager. Parmi les plugins sociaux disponibles, on peut entre autres activer le réseau local, Twitter, Google et Jabber (XMPP).
Tomahawk permet aussi de consulter les dernières tendances musicales à travers les Charts de services externes tels que ITunes, Hype Machine, Spotify, Last.fm...

### Écouter avec
La fonction écouter avec permet de synchroniser Tomahawk sur ce contact et d'écouter les mêmes titres que lui, en direct.

### Pair à Pair (P2P)
Si un morceau sélectionné n'est pas trouvé dans la bibliothèque ou via un service annexe, le morceau choisi sera diffusé en streaming depuis l'ordinateur du contact qui possède le fichier, ce qui fait de Tomahawk un logiciel Pair à pair.

## Stations
Les stations fonctionnent comme des radios sur mesure. Elles permettent de générer une liste de titres selon un ou plusieurs critères, par exemple à partir d'un artiste, d'un tempo, d'une humeur...
Les suggestions sont calculées par l'algorithme de The Echo Nest, d'après les morceaux trouvés dans la bibliothèque musicale ou sur de services externes.

## Toma.hk
Toma.hk est le pendant web du programme Tomahawk.
Le site permet, tout comme l'application, de chercher et d'écouter un morceau à partir de plusieurs sources disponibles.
L'idée derrière Toma.hk est qu'il doit y avoir un lien unique pour n'importe quel piste ou playlist que vous voulez partager, peu importe le service qui se chargera de diffuser le contenu audio : « Pour chaque chanson, une URL unique et lisible universellement».
La page correspondant à cette adresse doit recenser toutes les sources potentiellement capables de diffuser une chanson, dans l'espoir de la rendre disponible pour n'importe qui.
L'adresse toma.hk de chaque chanson, station ou liste de lecture est disponible directement dans l'application, via un clic droit sur l'élément choisi.